# Beleg van Kreuznach
Het beleg van Kreuznach was een belegering tijdens de Paltse veldtocht. De stad Kreuznach werd binnen één dag ingenomen, voor zover bekend zonder slachtoffers.

## Voorgeschiedenis
Kreuznach (vanaf 1924 Bad Kreuznach genoemd) was de eerste stad die veroverd werd tijdens de Paltse veldtocht. Deze veldtocht was het gevolg van de Boheemse Opstand, waarbij de keurvorst van de Palts, Frederik V, tot koning van Bohemen gekroond werd. Keizer Ferdinand II voelde zich verraden en besloot niet alleen Bohemen te heroveren, maar ook alle andere bezittingen van Frederik in te nemen, waaronder het keurvorstendom Palts. Omdat de keizer geen geld en soldaten had liet hij de verovering van de Palts over aan Spanje, die het bezette en gebruikte voor de Spaanse Weg. In augustus 1620 verzamelde generaal Ambrogio Spinola hiervoor een groot leger in de Zuidelijke Nederlanden.

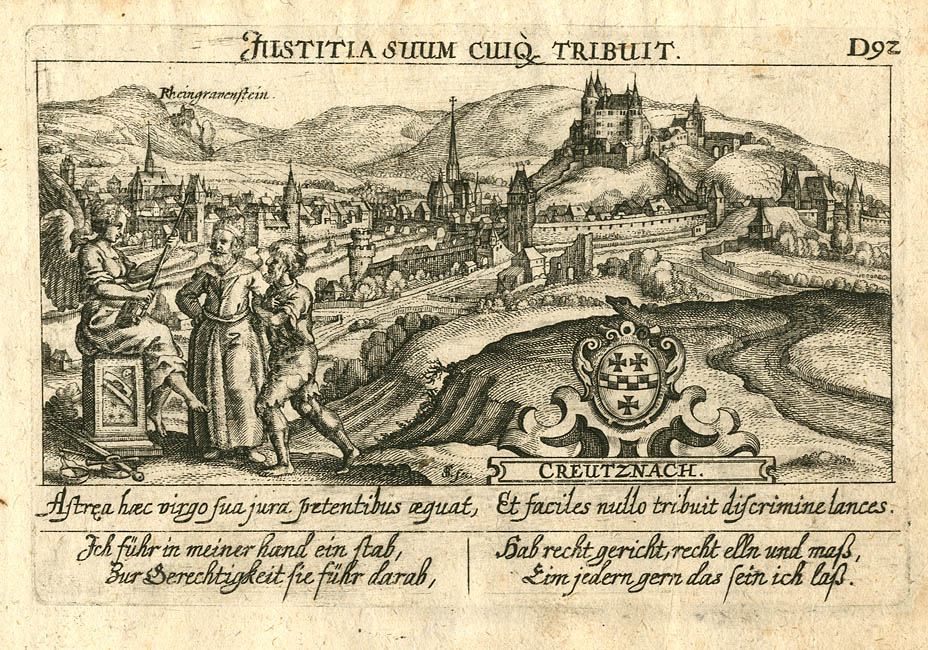
Bad Kreuznach, begin 17e eeuw

Eenmaal aangekomen in de Palts – op 30 augustus – zette Spinola niet meteen de aanval in. In plaats daarvan gebruikte hij de fabiaanse tactiek: het uitputten van de vijand. Voorafgaand aan het beleg stak hij meerdere keren de Rijn over, waardoor het leek alsof hij van plan was Frankfurt aan te vallen. Dit zorgde ervoor dat het protestantse leger zich richtte op de verdediging van die stad. Dit gaf Spinola de gelegenheid zich volledig op de Palts te richten. Op 8 september trok hij met zijn leger in strakke slagorde langs het protestantse leger naar de omgeving van Nackenheim, waar hij een legerkamp oprichtte.

## Verloop
Om middernacht gaf hij veldheer Carlos Coloma opdracht om met twee tercios bestaande uit 5.000 man infanterie en 300 cavalerie naar Kreuznach te trekken om die stad in te nemen. Coloma marcheerde de hele nacht en de hele dag en kwam bij zonsondergang aan in Kreuznach. Hier maakte hij zich bekend door enkele kanonnen af te vuren, waarna hij aan de inwoners liet weten, dat ze goed behandeld werden als ze zich aan de keizer onderwierpen. De Kreuznachers gaven echter een halfslachtig antwoord en zeiden dat ze niet genoeg tijd hadden om die vraag te beantwoorden. Dit deed Coloma vermoeden dat ze tijd probeerden te rekken om versterkingen te laten overkomen. Coloma wachtte het antwoord daarom niet af, maar liet vier kanonnen in stelling brengen. Een aantal soldaten liep naar een stadspoort en de voet van de stadsmuur. De Kreuznachers durfden niet te schieten.
De Walen drongen door tot de poort zelf en probeerden deze in brand te steken of af te breken. Toen enkele Kreuznachse musketiers dit zagen schoten ze vanaf de Kauzenburg, die over de stad uitkijkt. De Vlamingen antwoordden met hevig artillerievuur. Om erger te voorkomen besloot het garnizoen zich nu over te geven onder de voorwaarden, die Coloma eerder stelde. In Kreuznach troffen de Spanjaarden drie compagnieën infanterie en één compagnie cavalerie aan. Deze werden ontwapend en de soldaten legden de eed van trouwheid aan te keizer af. De burgers werden met rust gelaten. Toen Coloma weer vertrok liet hij drie compagnieën achter met als korporaal Monsieur de Misiers. Spinola kreeg op 10 september bericht van de inname van Kreuznach. Hij trok dezelfde dag nog naar de stad Alzey, die zich meteen overgaf.